# Thomas Hanna
Thomas Hanna (* 1841 in Avoca, Lawrence County, Indiana; † 13. April 1901 in Indianapolis, Indiana) war ein US-amerikanischer Politiker. Zwischen 1881 und 1885 war er Vizegouverneur des Bundesstaates Indiana.

## Werdegang
Über die Jugend und Schulausbildung von Thomas Hanna ist nichts überliefert. Nach einem Jurastudium wurde er als Rechtsanwalt zugelassen. Politisch wurde er Mitglied der Republikanischen Partei.
Im Jahr 1880 wurde Hanna  an der Seite von Albert G. Porter zum Vizegouverneur von Indiana gewählt. Dieses Amt bekleidete er zwischen 1881 und 1885. Dabei war er Stellvertreter des Gouverneurs und Vorsitzender des Staatssenats. Nach dem Ende seiner Zeit als Vizegouverneur eröffnete er eine Anwaltskanzlei. Bis zu seinem Tod war er juristisch tätig. Zwei Jahre lang fungierte er als Bundesstaatsanwalt für den Court of Claims. Danach war er wieder privater Rechtsanwalt. Er starb am 13. April 1901 in Indianapolis.